# ブリュッケ
ブリュッケ（独: Die Brücke、英: Die Brücke）とは、ドイツ表現主義に属するドレスデンのグループ。1905年に結成。1913年にメンバーが対立し解散。
ブリュッケに属する主要な画家は以下のとおり。
- エルンスト・ルートヴィヒ・キルヒナー (Ernst Ludwig Kirchner, 1880-1938)
- フリッツ・ブライル（英語版） (Fritz Bleyl, 1880-1966)
- カール・シュミット＝ロットルフ (Karl Schmidt-Rottluff, 1884-1976)
- エーリッヒ・ヘッケル（英語版） (Erich Heckel, 1883-1970)
- エミール・ノルデ (Emil Nolde, 1867–1956)　※1906年に加入、1年ほど所属し脱退
- マックス・ペヒシュタイン (Max Pechstein, 1881-1955)　※1906年に加入
- オットー・ミュラー (Otto Müller, 1874-1930)　※1910年に加入

なお、「ブリュッケ」とは、ドイツ語では「橋」の意味であるが、日本語では、「橋派」と訳して呼ばれることよりも、そのまま「ブリュッケ」と呼ばれることの方が一般的である。

## ギャラリー
- 座る女（1907）
エルンスト・ルートヴィヒ・キルヒナー
- ポスター
フリッツ・ブライル

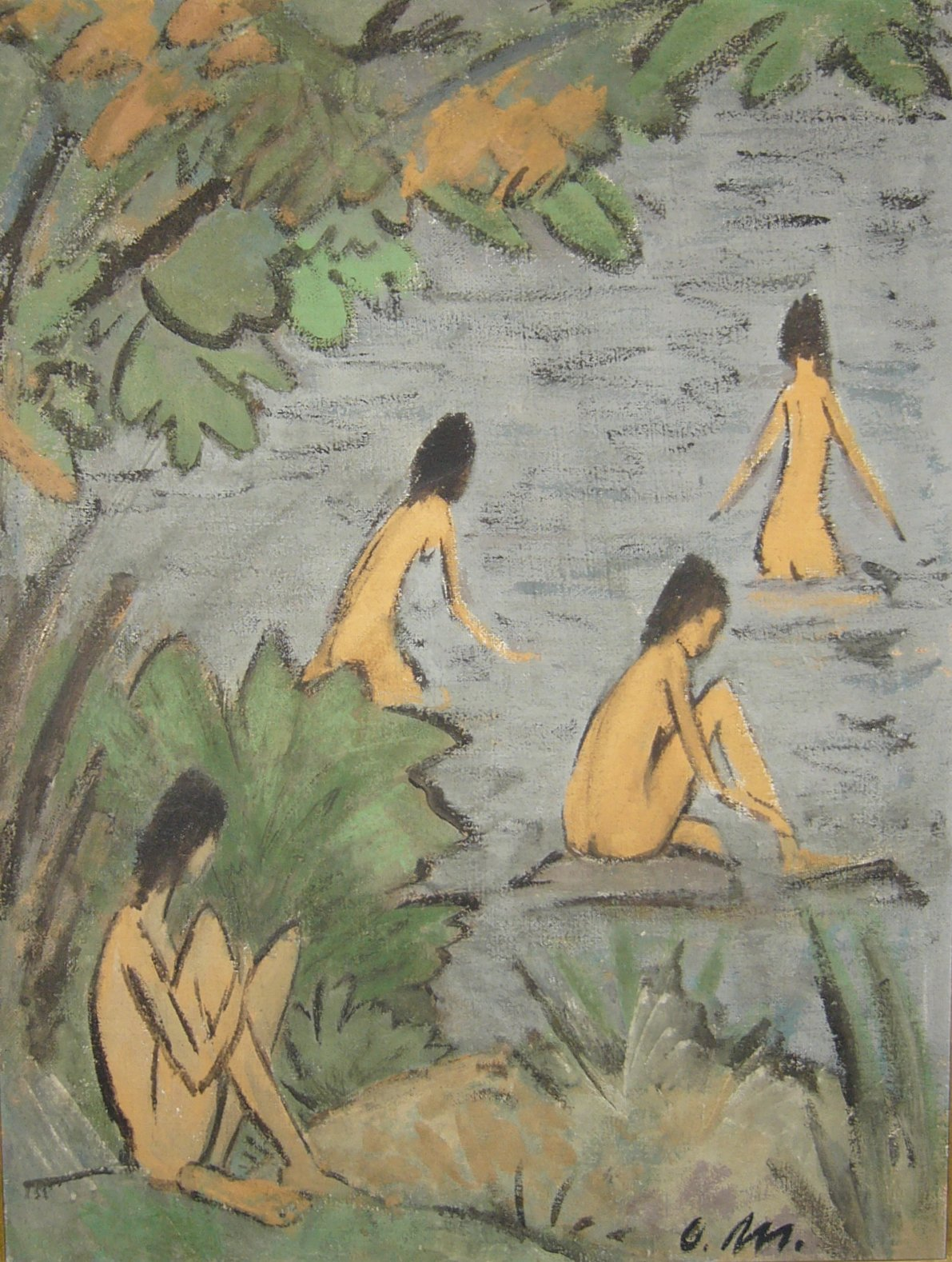
オットー・ミュラー『Landschaft mit Badenden』
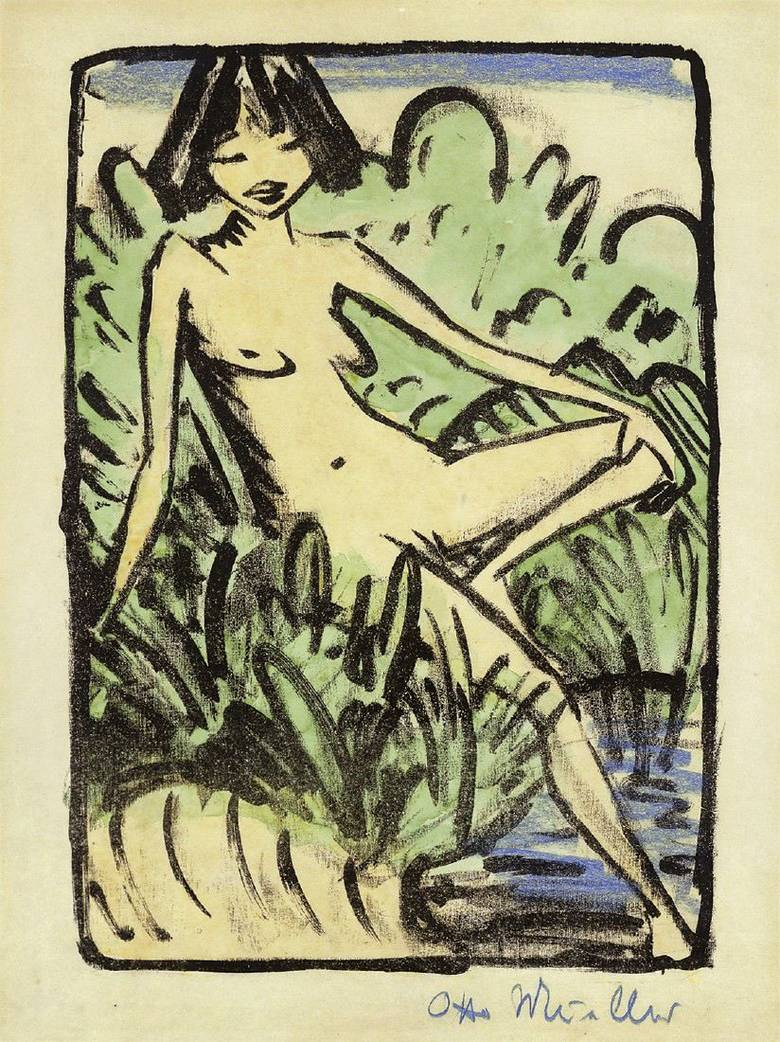
オットー・ミュラー『Am Ufer sitzendes Mädchen』
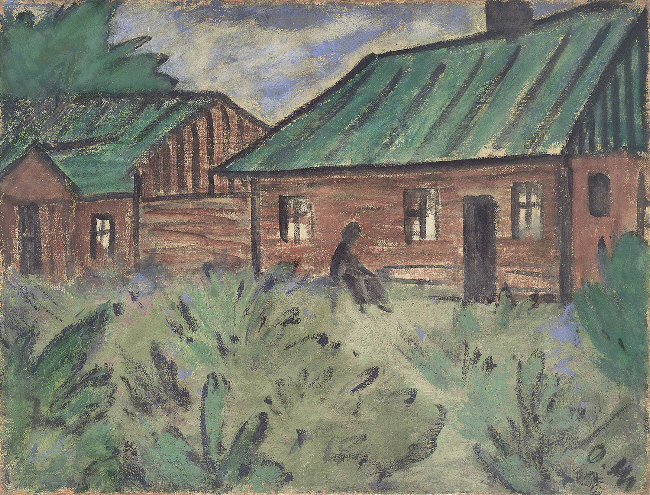
オットー・ミュラー『Häuser mit grünen Dächern』
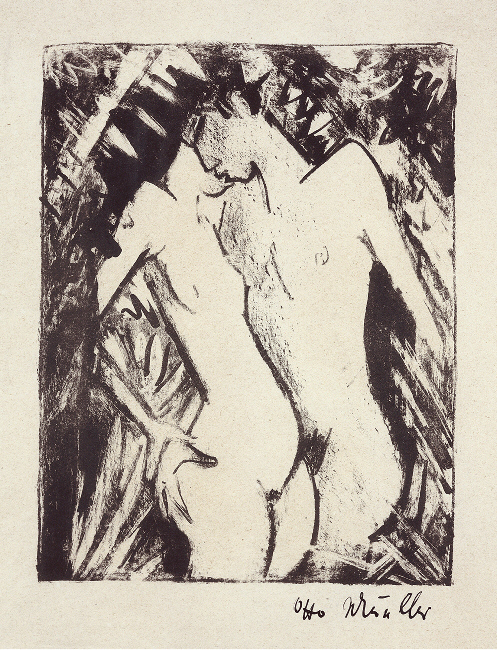
オットー・ミュラー『Stehendes Liebespaar』
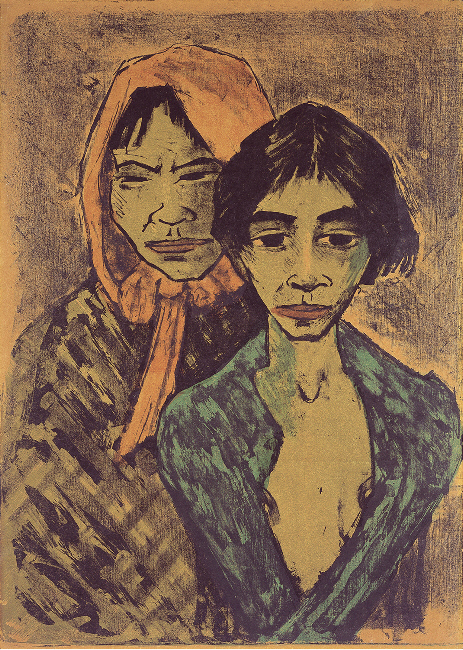
オットー・ミュラー『Zwei Zigeunerinnen』
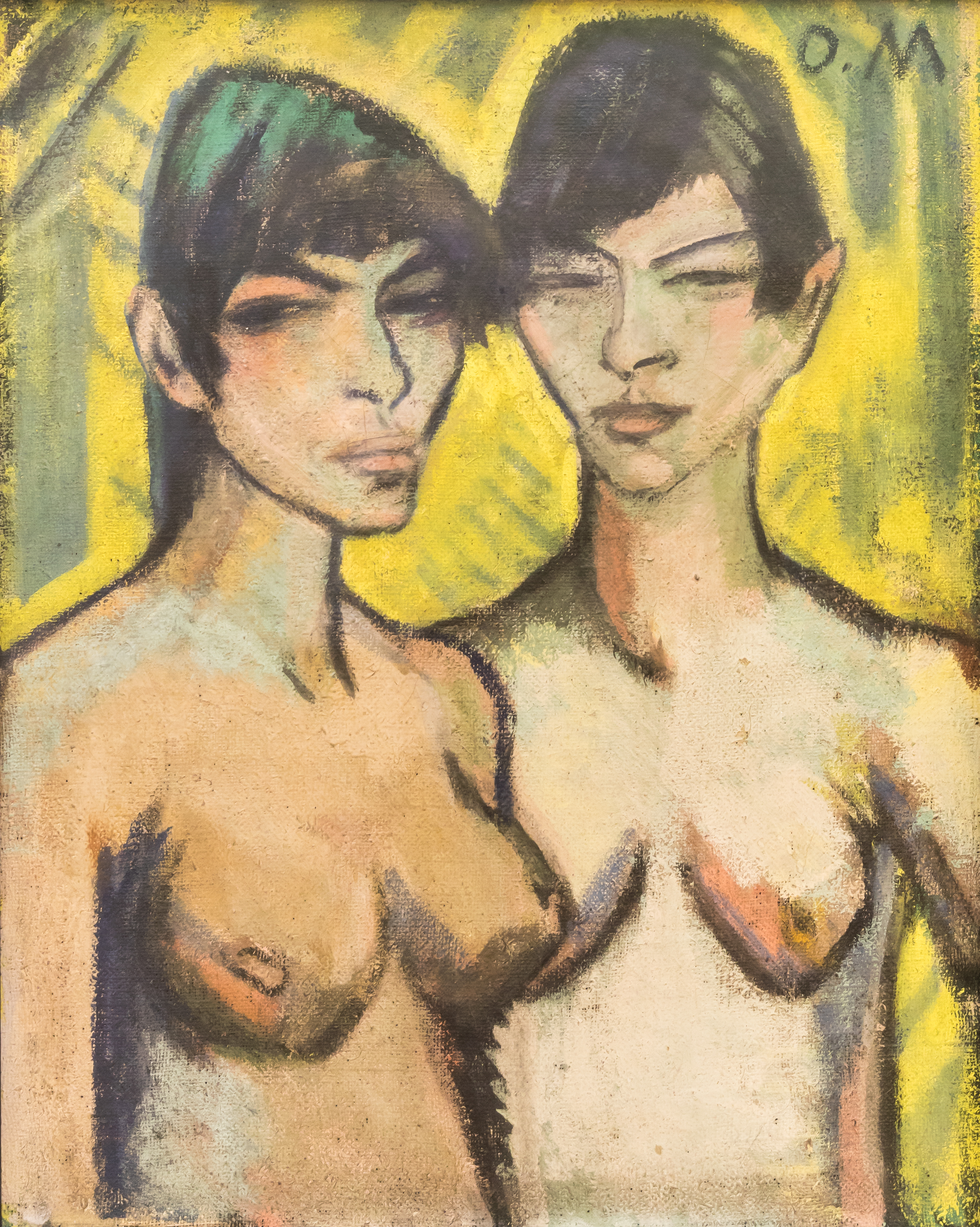
オットー・ミュラー『Vier Akte』
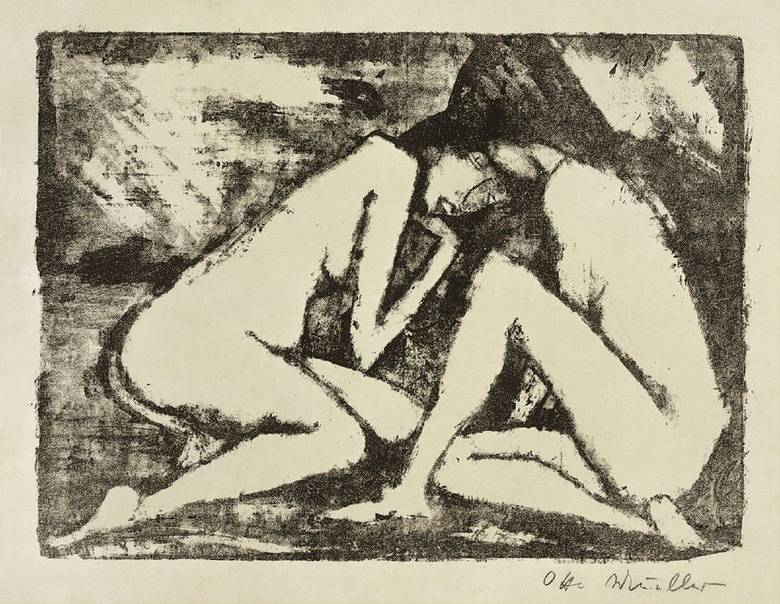
オットー・ミュラー『Zwei sitzende Mädchen』